# Ibeon saeng-eun cheo-eum-ira
Ibeon saeng-eun cheo-eum-ira (이번 생은 처음이라?, lett. "Perché questa vita è la prima"; titolo internazionale Because This is My First Life) è una serie televisiva sudcoreana trasmessa su tvN dal 9 ottobre al 28 novembre 2017.

## Trama
Yoon Ji-ho è un'aspirante sceneggiatrice che lavora come assistente nella produzione di drama mattutini di scarso successo. Dopo essere rimasta fuori casa per tre mesi, oberata di lavoro, torna all'appartamento che condivide con il fratello disoccupato per scoprire che si è sposato e la moglie aspetta un figlio. Decisa a non subire la coabitazione con i neo-sposini e a doversi occupare sia della casa, sia del lavoro, cerca una stanza in affitto, ma con scarso successo perché le sue disponibilità le impediscono di pagare la caparra necessaria.
Intanto, lo sviluppatore informatico Nam Se-hee mette in affitto una delle camere di casa sua per poter pagare l'esoso mutuo e perché, essendo momentaneamente senza affittuari, non può permettersi di fare gli straordinari e concludere i suoi progetti lavorativi.
Ji-ho e Se-hee vengono messi in contatto tramite amici e accettano di vivere insieme, credendo di avere a che fare con una persona dello stesso sesso, ma, quando la verità viene alla luce, devono decidere se proseguire la coabitazione o troncare, trattandosi di una situazione disdicevole foriera di malintesi e difficoltà.
In parallelo, l'amica storica di Ji-ho, Ho-rang, deve affrontare una crisi con il fidanzato Won-seok: stando insieme da sette anni e co-abitando, Ho-rang vorrebbe coronare il suo sogno di sposarsi e formare una famiglia, mentre Won-seok vorrebbe prima far decollare la propria carriera e la app che sta sviluppando. Infine, un'altra amica di Ji-ho, la manager Soo-ji, desidera fare carriera, ma deve continuamente ignorare le frecciatine maschiliste del capo e dei colleghi, che si approfittano spesso di lei. L'incontro con Ma Sang-goo, il capo di Se-hee, la porta a riconsiderare la sua vita e i compromessi ai quali è scesa nel tempo.

## Personaggi
- Nam Se-hee, interpretato da Lee Min-ki
È un eccentrico designer di applicazioni per cellulare, proprietario di un gatto e di un appartamento che assorbe quasi tutte le sue entrate mensili con il mutuo e ha bisogno di un coinquilino.
- Yoon Ji-ho, interpretata da Jung So-min
È un'assistente sceneggiatrice alla disperata ricerca di una casa in cui trasferirsi e finisce per un equivoco come coinquilina di Se-hee.
- Woo Su-ji, interpretata da Esom
Amica di Ji-ho, è una manager in una grande azienda, dove è vittima del maschilismo dei suoi colleghi.
- Ma Sang-goo, interpretato da Park Byung-eun
Amico di Se-hee, è il fondatore della società per cui lavora Se-hee, che conosce fin dai tempi dell'università quando hanno avviato insieme il progetto. Si innamora di Soo-ji, che cercherà di conquistare ad ogni costo.
- Yang Ho-rang, interpretata da Kim Ga-eun
Amica di Ji-ho, lavora in un ristorante, ma sogna di sposarsi e mettere su famiglia con il suo fidanzato storico, scontrandosi però con le diverse ambizioni di vita di lui.
- Sim Won-seok, interpretato da Kim Min-seok
Fidanzato di Ho-rang, è un giovane sviluppatore che vorrebbe sfondare sul mercato con l'app che ha sviluppato, ma che non riesce ad ottenere finanziatori o fiducia e deve anche confrontarsi con le aspettative della società e della sua fidanzata, che vorrebbe invece che si sistemassero.
- Nam Hee-bong, interpretato da Kim Eung-soo
Padre di Se-hee, è un preside in pensione e un uomo tutto d'un pezzo. I rapporti con il figlio sono tesi per via delle sue ingerenze nella vita di Se-hee.
- Jo Myung-ji, interpretata da Moon Hee-kyung
Madre di Se-hee, è continuamente costretta a cercare di rappacificare il figlio e il marito.
- Yoon Jong-soo, interpretato da Kim Byeong-ok
Padre di Ji-ho. È un uomo semplice, all'antica e un po' grossolano.
- Kim Hyun-ja, interpretata da Kim Sun-young
Madre di Ji-ho, ha sempre spalleggiato la figlia e promosso le sue ambizioni nonostante le difficoltà economiche e l'avversità paterna, sperando che potesse costruirsi un avvenire indipendente e coronare i suoi sogni come non ha fatto lei.
- Yoon Ji-suk, interpretato da Noh Jong-hyun
Fratello di Ji-ho, è un ragazzo semplice e un po' svogliato: arrivato a Seoul per trovare un lavoro, ha invece finito per mettere incinta una ragazza vivendo alle spalle della sorella.
- Lee Eun-sol, interpretata da Jeon Hye-won
Moglie di Ji-suk.
- Yeon Bok-nam, interpretato da Kim Min-kyu
Il barista ventenne collega di Ji-ho, vive secondo lo spirito YOLO concedendosi ogni capriccio senza riflettere troppo sul domani. È molto estroverso e disinvolto.
- Go Jung-min, interpretata da Lee Chung-ah
Ex fidanzata di Se-hee ai tempi dell'università, ora AD di una società che produce drama e che vorrebbe assumere Ji-ho.
- Yoon Bo-mi, interpretata da Yoon Bo-mi
Unica collega donna di Se-hee, è molto diretta e perspicace e riesce a vedere oltre la riservatezza e l'apparente inespressività di Se-hee.
- Sceneggiatore Hwang, interpretato da Hwang Seok-jeong
Collega di Ji-ho nello studio per cui entrambi lavorano. Inizialmente Ji-ho nutre dei sentimenti per lui, che però nasconde per anni fino a quando lui incomincia ad uscire con un'altra ragazza. Il tentativo di forzarla ad andare a letto con lui spingerà Ji-ho ad abbandonare il mondo dei drama e la scrittura.

## Ascolti
| Episodio | Titolo           | Data di trasmissione                                                                | Dati AGB            | Dati AGB                   | Dati TNMS |
| Episodio | Titolo           | Data di trasmissione                                                                | A livello nazionale | Area metropolitana di Seul | Dati TNMS |
| -------- | ---------------- | ----------------------------------------------------------------------------------- | ------------------- | -------------------------- | --------- |
| 1        | 9 ottobre 2017   | È la prima volta che ho trent'anni (서른은 처음이라)                                | 2,023%              | 2,491%                     | 2,3%      |
| 2        | 10 ottobre 2017  | È la prima volta che bacio qualcuno (키스는 제가 처음이라)                          | 2,647%              | 3,738%                     | 2,5%      |
| 3        | 16 ottobre 2017  | È la prima volta che mi fanno una proposta di matrimonio (프로포즈는 제가 처음이라) | 2,292%              | 2,825%                     | 3,0%      |
| 4        | 17 ottobre 2017  | È la prima volta che mi sposo (결혼은 제가 처음이라)                                | 3,841%              | 4,702%                     | 3,6%      |
| 5        | 23 ottobre 2017  | È la prima volta che faccio una promessa (약속은 처음이라)                          | 2,725%              | 3,263%                     | 2,9%      |
| 6        | 24 ottobre 2017  | È la prima volta che c'è un "noi" ('우리'는 처음이라)                               | 3,636%              | 3,889%                     | 4,5%      |
| 7        | 30 ottobre 2017  | È la prima volta che YOLO (욜로는 처음이라)                                         | 3,266%              | 4,179%                     | 3,2%      |
| 8        | 31 ottobre 2017  | È la prima volta che ho un marito (남편은 처음이라)                                 | 3,779%              | 4,242%                     | 4,0%      |
| 9        | 6 novembre 2017  | È la prima volta che appartengo a un posto (소속감은 처음이라)                      | 3,652%              | 5,030%                     | 3,3%      |
| 10       | 7 novembre 2017  | È la prima volta che ho dei suoceri (시월드는 처음이라)                             | 4,197%              | 5,177%                     | 5,0%      |
| 11       | 13 novembre 2017 | È la prima volta che vado al mare (오늘의 바다는 처음이라)                          | 3,528%              | 4,082%                     | 3,8%      |
| 12       | 14 novembre 2017 | È la prima volta che ho un desiderio (욕망은 처음이라)                              | 3,940%              | 4,814%                     | 5,0%      |
| 13       | 20 novembre 2017 | È la prima volta che vengo in camera tua (당신의 방은 처음이라)                     | 3,545%              | 4,411%                     | 4,1%      |
| 14       | 21 novembre 2017 | È la prima volta che mi dichiaro (고백은 처음이라)                                  | 4,236%              | 5,273%                     | 4,7%      |
| 15       | 27 novembre 2017 | È la prima volta che faccio una pausa (인터미션은 처음이라)                         | 3,786%              | 4,982%                     | 4,2%      |
| 16       | 28 novembre 2017 | Questa vita è la prima (이번 생은 처음이라)                                         | 4,931%              | 5,862%                     | 5,0%      |
| Media    | Media            | Media                                                                               | 3,463%              | 4,271%                     | 3,8%      |

## Colonna sonora
1. Star Figure (별 그림) – U-ji
2. Everyday – Haebin
3. I Want To Love (사랑하고 싶게 돼) – MeloMance
4. Marriage (결혼) – MoonMoon
5. This Life – Moon Sung-nam
6. Shelter (ft. Lee Yo-han) – Heejin (Good Day)
7. Tomorrow – Ryu Ji-hyun
8. Can't Go (갈 수가 없어) – Ben

## Riconoscimenti
| Anno | Premio               | Categoria            | Ricevente   | Risultato   |
| ---- | -------------------- | -------------------- | ----------- | ----------- |
| 2018 | Baeksang Arts Awards | Attrice più popolare | Jung So-min | Candidato/a |